# Щучин (Польша)
Щу́чин (пол. Szczuczyn) — город в Польше, входит в Подляское воеводство, Граевский повят. Занимает площадь 13,23 км². Население — 3602 человека (на 2004 год).

## История
- До 1795 года — в составе Польши.
- С 1795 по 1918 гг. — уездный город в составе Российской Империи (Ломжинская губерния)[1].
- В 1918—1939 и с 1945 г. — в составе Польши.
- Летом 1941 состоялся Щучинский погром, вследствие которого погибли сотни проживавших здесь евреев.

## Известные жители
- Майер Принштайн, трёхкратный олимпийский чемпион по лёгкой атлетике.
- Яцек Лящковский, оперный певец.
- Щука, Станислав Антоний, государственный деятель Речи Посполитой, основатель города.
- Якуб Фонтана — польский архитектор, автор более восьмидесяти архитектурных и художественных проектов.